# Jenifer Benítez
Jenifer Benítez (Las Palmas de Gran Canaria, 18 de octubre de 1988) es una deportista española que compite en saltos. Su especialidad es el trampolín de 3 metros.

## Trayectoria
Su debut en competición internacional llegó en el Europeo Juvenil de Natación de 2006. Dos años después, se clasificó para el Campeonato Europeo de Natación de 2008 y representó a España en los Juegos Olímpicos de Pekín 2008 en el trampolín de 3 metros, donde quedó última en la ronda preliminar. En el Campeonato Mundial de Natación de 2011 alcanzó su mejor posición, un vigesimoquinto lugar.
En los Juegos Olímpicos de Londres 2012 repitió la misma posición en la ronda preliminar del trampolín 3 metros femenino, con una actuación que se vio lastrada por una lesión anterior. Al año siguiente, participó tanto en la Universiada de 2013 como en el Campeonato Mundial de Natación de 2013. En total, ha sido nombrada mejor saltadora de España en cuatro ocasiones.
Actualmente, forma parte del Club Natación Salinas de Las Palmas de Gran Canaria y se ha licenciado en Medicina.